# Taksimské náměstí
Taksimské náměstí (turecky Taksim Meydanı) je náměstí v Istanbulu, které se nachází v městském obvodu Beyoğlu na evropské straně města, severně od Zlatého rohu. De facto je vlastně centrem moderního města.
V dobách Osmanské říše, v 17. století, se zde nacházel velký vodní rezervoár, ze kterého tekla voda samospádem dolů k moři, k ostatním částem města.
Náměstí je oblíbené místo jak mezi místními obyvateli, tak mezi turisty. Končí zde rušná obchodní třída Istiklal Caddesi, kde začíná tramvajová trať s provozem historických tramvajových vozů. V oblasti náměstí se nachází hlavně hotely, restaurace, kanceláře a obchody, nedaleko leží i stanice metra Taksim. Konají se zde vojenské přehlídky, demonstrace, manifestace a oslavy (například Nového roku).
Významnými stavbami, které tu jsou Atatürk Kültür Merkezi (Atatürkovo kulturní centrum) a Cumhuriyet Aniti (monument republiky), postavený roku 1928 na oslavu republikánského zřízení Turecka. Monument ztvárňuje zakladatele státu, včetně Mustafy Kemala Atatürka.
Náměstí je často dějištěm demonstrací, odehrály se tu např. protesty v Turecku 2013 proti vládě Recepa Erdoğana.